# Myiodactylus paranebulosus
Myiodactylus paranebulosus là một loài côn trùng trong họ Nymphidae thuộc bộ Neuroptera. Loài này được New miêu tả năm 1988.